# Gartenarbeitsschule

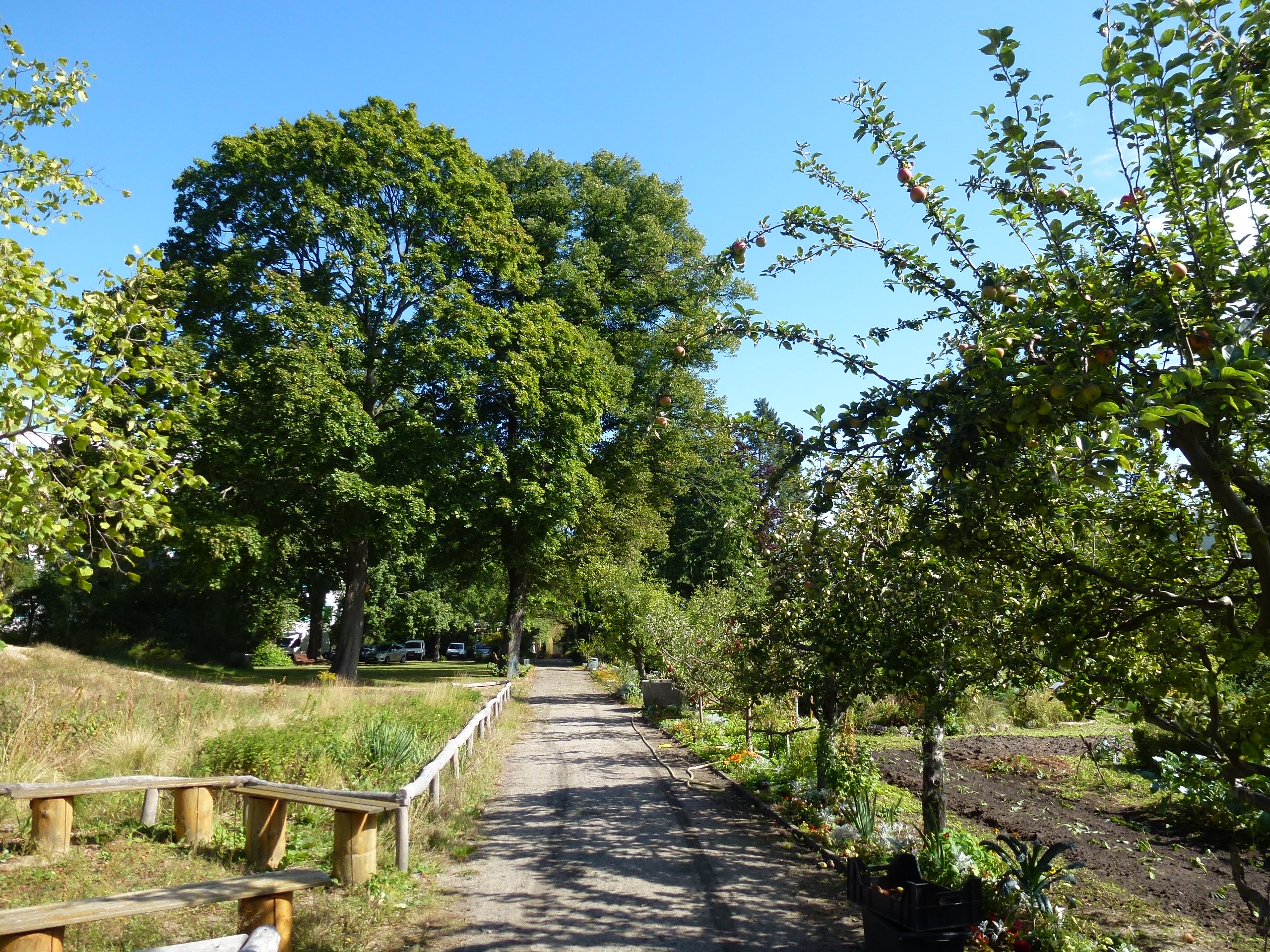
Gartenarbeitsschule Wedding

Eine Gartenarbeitsschule ist ein Lernort für Schüler auf einem Freilandgelände.

## Geschichte
1920 gründete der Reformpädagoge August Heyn die erste Gartenarbeitsschule in Berlin-Neukölln. Er wollte den Stadtkindern einen intensiveren Zugang zur Natur vermitteln.
In den folgenden Jahren wurden weitere solche Schulen in Berlin-Wilmersdorf (1921), Berlin-Schöneberg (1922), Berlin-Steglitz, Dortmund-Renninghausen (1922), Köln-Müngersdorf (1925), Hannover-Herrenhausen (1928 erwähnt), Weimar (1937 erwähnt) und weiteren Orten gegründet. Spätestens in den 1940er Jahren wurden die meisten wieder aufgegeben.
Seit 1950 wurde in West-Berlin diese Tradition wiederbelebt und mehrere Gartenarbeitsschulen neu gegründet. Seit 1990 entstanden auch einige in den östlichen Stadtbezirken. 2020 gab es 15 Gartenarbeitsschulen in Berlin. In Köln gibt es die Freiluft- und Gartenarbeitsschule (Freiluga).

## Konzepte
August Heyn wollte Stadtkindern, die oft in engen Mietskasernen wohnten, die Natur nahebringen. Sein reformpädagogisches Konzept sah dabei auch Unterricht in den Gartenarbeitsschulen vor, an zwei Tagen je fünf Stunden, mit Themen zur Naturkunde, aber auch Spiele und Sport. Am nahe gelegenen Teltowkanal konnten die Kinder den regen Warenschiffsverkehr beobachten.
Sein Anliegen war es, den Kindern ein Verhältnis zur Natur zu vermitteln, aber auch menschliche Werte wie Achtsamkeit und Rücksichtnahme.
In der Gegenwart liegt der Hauptschwerpunkt in gärtnerischen Tätigkeiten, daneben sollen auf Freiflächen auch Möglichkeiten für die Naturbeobachtung und das Naturerleben gegeben werden. Einige Gartenarbeitsschulen haben Lehrzentren, in denen Wissen und Kenntnisse vermittelt werden.
Die meisten Gartenarbeitsschulen haben einen Arbeitsgarten, einen Lehrgarten und einen Liefergarten, in dem Pflanzen und Saatgut für die Schulgärten der Umgebung gezüchtet werden.